# Ambroise Tardieu (Kartograf)

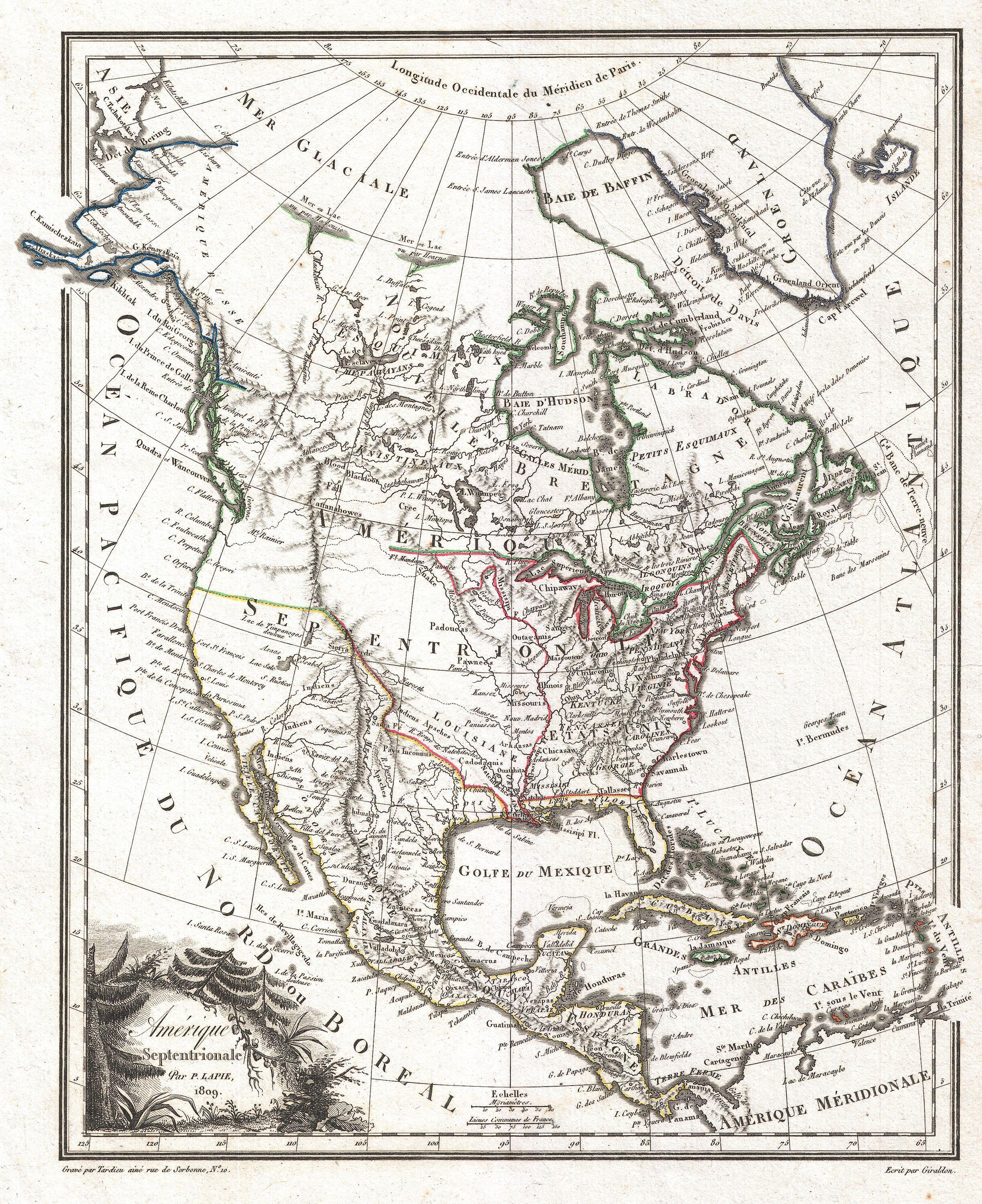
Karte Nordamerikas

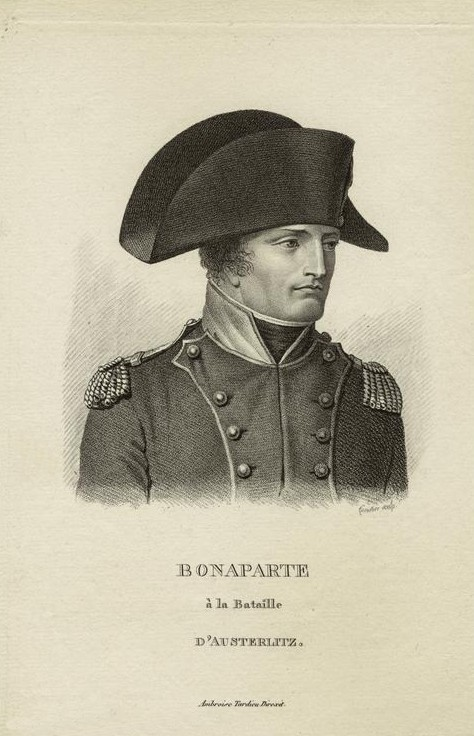
Napoleon Bonaparte

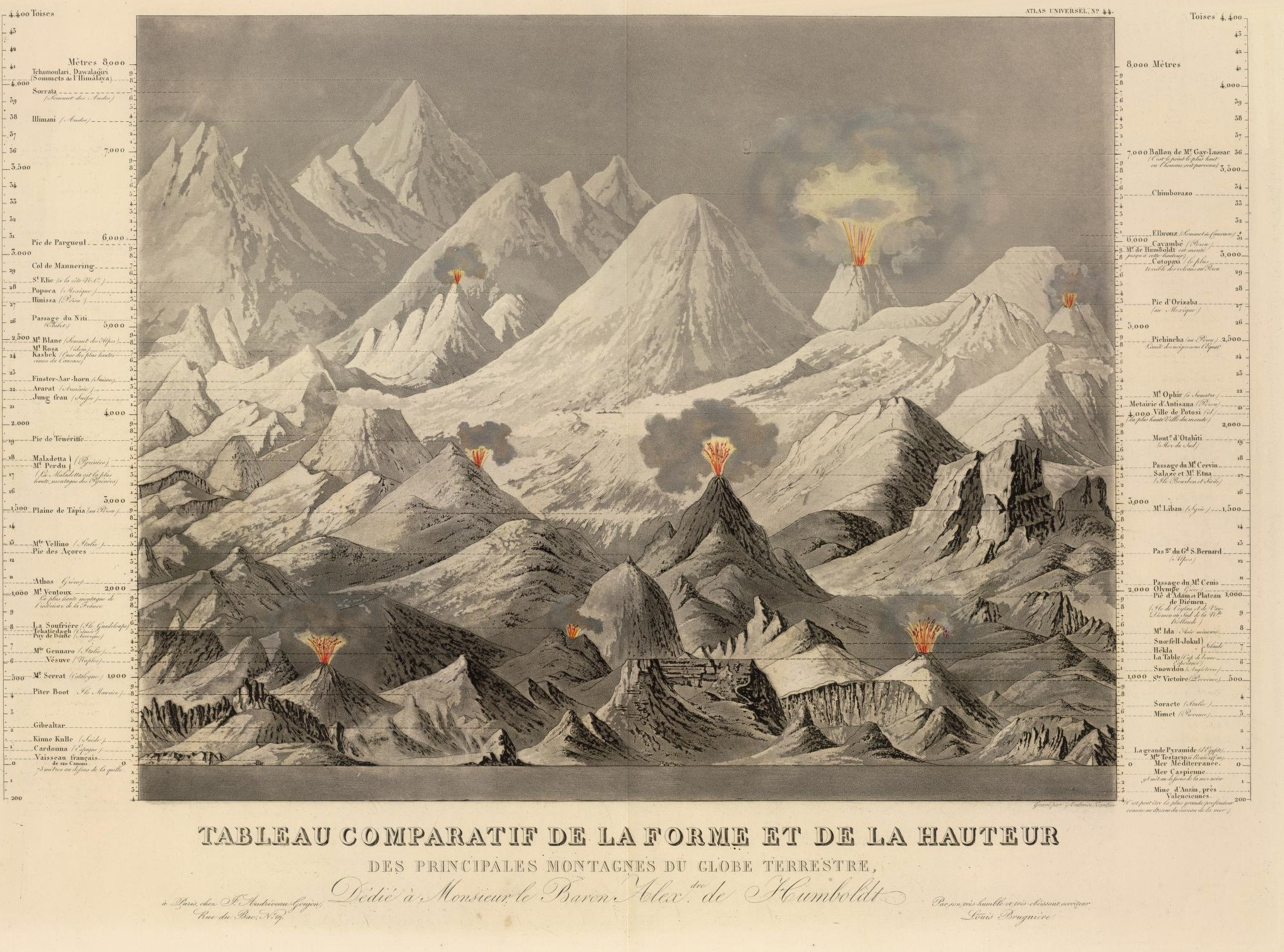
Illustration aus dem Atlas Complet Du Precis De la Geographie Universelle

Ambroise Tardieu (* 2. März 1788 in Paris; † 17. Januar 1841 ebenda) war ein französischer Kupferstecher. Er arbeitete als Kartograf und Illustrator.

## Leben
Als Sohn des Kupferstechers Antoine François Tardieu geboren, trat er in dessen Fußstapfen. Ausgebildet wurde er jedoch von seinem Onkel Pierre Alexandre Tardieu. Er trat dann in den Dienst des kartografischen Diensts der Marine (Dépôt des cartes et plans de la Marine) und weiterhin in den des kartografischen Diensts für Befestigungsbauwerke (Dépôt des fortifications). Zwischen 1811 und 1814 wurde er zur Forstverwaltung versetzt.
Er führte anschließend ein eigenes Atelier mit angeschlossenem Geschäft, in dem er Drucke für Postkarten und Bücher anfertigte und verkaufte. Obwohl er schnell und fein arbeitete, hatte er nur mäßigen Erfolg. Er betätigte sich neben seinem Geschäft als Graveur auch als Herausgeber und verlegte von 1823 bis 1824 die Zeitschrift La Muse française.
Eines seiner Hauptwerke war die Iconographie universelle, ancienne et moderne, in der er zwischen 1820 und 1828 die Porträts von etwa 800 berühmten Personen veröffentlichte.
Weiterhin seine Interpretation des Aufmarsches der Napoleonischen Armee zur Schlacht bei Austerlitz mit dem Titel La colonne de la Grande Armée d'Austerlitz. Ein Band mit 36 Kupferstichen. Er illustrierte auch Bücher, wie den Roman Voyage du jeune Anacharsis en Grèce von Jean-Jacques Barthélemy.
Ambroise Tardieu war Mitglied der Société de Géographie.
Der Pathologe Auguste Ambroise Tardieu war einer seiner beiden Söhne.

## Veröffentlichungen (Auswahl)
- Landkarten in Relation anglaise de la bataille de Waterloo, ou du Mont Saint-Jean, et des évènements qui l’ont précédée ou suivie, accompagnée des rapports français, prussien et espagnol, d’un plan très exact, 1815
- Landkarten in Atlas de géographie ancienne pour servir à l’intelligence des œvres de Rollin, 1819
- Iconographie universelle, ancienne et moderne, 1820 bis 1828, Beispiel: digitalisat
- La colonne de la Grande Armée d’Austerlitz, 1822 bis 1823,
- Illustration von Voyage du jeune Anacharsis en Grèce, 1824
- Landkarten in Manuel législativ de la garde nationale, 1831
- Illustrationen und Landkarten in Louis-Philippe de Ségurs Histoire universelle, 1836